# Francia férfi kézilabda-bajnokság (első osztály)
Az LNH (teljes nevén Ligue Nationale de Handball) a legmagasabb osztályú francia férfi kézilabda-bajnokság. A bajnokságot 1953 óta rendezik meg, de nagypályán már korábban is volt országos bajnokság. Jelenleg tizennégy csapat játszik a bajnokságban, a legeredményesebb klub a Montpellier HB, a címvédő a Paris Saint-Germain HB.

## Nagypályás bajnokságok
| Év   | 1. hely                      | 2. hely            | 3. hely                                    |
| ---- | ---------------------------- | ------------------ | ------------------------------------------ |
| 1942 | Paris UC (ZN) AS Cannes (ZS) | US Métro FC Lyon   |                                            |
| 1943 | Stade Niortais               | AS Montferrandaise |                                            |
| 1944 | –                            |                    |                                            |
| 1945 | Villemomble Sports           | Paris UC           | Étoile de Mézières                         |
| 1946 | –                            |                    |                                            |
| 1947 | –                            |                    |                                            |
| 1948 | AS Préfecture de Police      | Villemomble Sports |                                            |
| 1949 | Villemomble Sports           | Racing CF Paris    | Poitiers EC AS Préfecture de Police        |
| 1950 | AS Préfecture de Police      | Villemomble Sports |                                            |
| 1951 | AS Préfecture de Police      | ES Gargan-Livry    | Carabiniers Billy-Montigny Racing CF Paris |
| 1952 | AS Préfecture de Police      | Villemomble Sports |                                            |
| 1953 | –                            |                    |                                            |
| 1954 | AS Préfecture de Police      |                    |                                            |
| 1955 | AS Préfecture de Police      | ES Gargan-Livry    |                                            |
| 1956 | AS Préfecture de Police      |                    |                                            |
| 1957 | AS Préfecture de Police      |                    |                                            |
| 1958 | AS Strasbourg                | FC Sochaux         |                                            |
| 1959 | AS Strasbourg                | ASPTT Marseille    |                                            |

## Kispályás bajnokságok
| Év   | 1. hely                  | 2. hely                  | 3. hely                                             |
| ---- | ------------------------ | ------------------------ | --------------------------------------------------- |
| 1953 | Villemomble Sports       | AS Préfecture de Police  | ES Gargan-Livry FC Sochaux                          |
| 1954 | AS Préfecture de Police  | Villemomble Sports       | SPN Vernon Paris UC                                 |
| 1955 | AS Préfecture de Police  |                          |                                                     |
| 1956 | Paris UC                 | ASPOM Bordeaux           | AS Préfecture de Police FC Sochaux                  |
| 1957 | ASPOM Bordeaux           | AS Préfecture de Police  | Paris UC FC Sochaux                                 |
| 1958 | ASPOM Bordeaux           | Paris UC                 | US Ivry                                             |
| 1959 | Paris UC                 | Girondins Bordeaux       | US Ivry                                             |
| 1960 | AS Mulhouse              | US Ivry                  |                                                     |
| 1961 | Bataillon de Joinville   | Paris UC                 |                                                     |
| 1962 | Paris UC                 | AS Préfecture de Police  |                                                     |
| 1963 | US Ivry                  | Stella Sports Saint-Maur |                                                     |
| 1964 | US Ivry                  | AS Préfecture de Police  | Stella Sports Saint-Maur FC Sochaux                 |
| 1965 | SMUC Marseille           | AS Préfecture de Police  | US Ivry                                             |
| 1966 | US Ivry                  | Paris UC                 |                                                     |
| 1967 | SMUC Marseille           | AS Préfecture de Police  | CSL Dijon US Ivry                                   |
| 1968 | Stella Sports Saint-Maur | US Ivry                  | Paris UC SMUC Marseille                             |
| 1969 | SMUC Marseille           | Stella Sports Saint-Maur | US Ivry AS Préfecture de Police                     |
| 1970 | US Ivry                  | CSL Dijon                | Stella Sports Saint-Maur Paris UC                   |
| 1971 | US Ivry                  | Stella Sports Saint-Maur | CSL Dijon Paris UC                                  |
| 1972 | Stella Sports Saint-Maur | Paris UC                 | RP Strasbourg ASPTT Metz                            |
| 1973 | CSL Dijon                | Paris UC                 | Stella Sports Saint-Maur Carabiniers Billy-Montigny |
| 1974 | Paris UC                 | Stella Sports Saint-Maur | Carabiniers Billy-Montigny ASPTT Metz               |
| 1975 | SMUC Marseille           | Paris UC                 | Stella Sports Saint-Maur CSL Dijon                  |
| 1976 | Stella Sports Saint-Maur | RP Strasbourg            | CSL Dijon ASPTT Metz                                |
| 1977 | RP Strasbourg            | ASPTT Metz               | CSL Dijon SMUC Marseille                            |
| 1978 | Stella Sports Saint-Maur | CSL Dijon                | Paris UC US Ivry                                    |
| 1979 | Stella Sports Saint-Maur | CSL Dijon                | US Ivry USM Gagny                                   |
| 1980 | Stella Sports Saint-Maur | USM Gagny                | Paris UC                                            |
| 1981 | USM Gagny                | CSL Dijon                | SMUC Marseille                                      |
| 1982 | USM Gagny                | US Ivry                  | Stella Sports Saint-Maur                            |
| 1983 | US Ivry                  | SMUC Marseille           | USM Gagny                                           |
| 1984 | SMUC Marseille           | USM Gagny                | USAM Nîmes                                          |
| 1985 | USM Gagny                | Stella Sports Saint-Maur | USAM Nîmes                                          |
| 1986 | USM Gagny                | USAM Nîmes               | SMUC Marseille                                      |
| 1987 | USM Gagny                | USAM Nîmes               | SMUC Marseille                                      |
| 1988 | USAM Nîmes               | US Créteil               | USM Gagny                                           |
| 1989 | US Créteil               | USAM Nîmes               | USM Gagny                                           |
| 1990 | USAM Nîmes               | HB Vénissieux            | USM Gagny                                           |
| 1991 | USAM Nîmes               | HB Vénissieux            | Girondins Bordeaux                                  |
| 1992 | HB Vénissieux            | OM Vitrolles             | US Créteil                                          |
| 1993 | USAM Nîmes               | OM Vitrolles             | US Ivry                                             |
| 1994 | OM Vitrolles             | USAM Nîmes               | Montpellier HB                                      |
| 1995 | Montpellier HB           | OM Vitrolles             | US Ivry                                             |
| 1996 | OM Vitrolles             | PSG-Asnières             | US Créteil                                          |
| 1997 | US Ivry                  | US Créteil               | Montpellier HB                                      |
| 1998 | Montpellier HB           | SO Chambéry              | Sporting Toulouse                                   |
| 1999 | Montpellier HB           | SO Chambéry              | US Dunkerque                                        |
| 2000 | Montpellier HB           | SO Chambéry              | US Ivry                                             |
| 2001 | SO Chambéry              | Montpellier HB           | US Créteil                                          |
| 2002 | Montpellier HB           | Chambéry SH              | US Dunkerque                                        |
| 2003 | Montpellier HB           | Chambéry SH              | US Créteil                                          |
| 2004 | Montpellier HB           | US Créteil               | US Ivry                                             |
| 2005 | Montpellier HB           | PSG-Asnières             | US Ivry                                             |
| 2006 | Montpellier HB           | Chambéry SH              | Paris HB                                            |
| 2007 | US Ivry                  | Montpellier HB           | Chambéry SH                                         |
| 2008 | Montpellier AHB          | Chambéry SH              | US Ivry                                             |
| 2009 | Montpellier AHB          | Chambéry SH              | Tremblay en France HB                               |
| 2010 | Montpellier AHB          | Chambéry SH              | Tremblay en France HB                               |
| 2011 | Montpellier AHB          | Chambéry SH              | US Dunkerque                                        |
| 2012 | Montpellier AHB          | Chambéry SH              | Saint-Raphaël VHB                                   |
| 2013 | Paris Saint-Germain HB   | US Dunkerque             | Montpellier AHB                                     |
| 2014 | US Dunkerque             | Paris Saint-Germain HB   | Montpellier AHB                                     |
| 2015 | Paris Saint-Germain HB   | Montpellier AHB          | Saint-Raphaël VHB                                   |
| 2016 | Paris Saint-Germain HB   | Saint-Raphaël VHB        | HBC Nantes                                          |
| 2017 | Paris Saint-Germain HB   | HBC Nantes               | Montpellier HB                                      |
| 2018 | Paris Saint-Germain HB   | Montpellier HB           | HBC Nantes                                          |
| 2019 | Paris Saint-Germain HB   | Montpellier HB           | Chambéry SMBH                                       |
| 2020 | Paris Saint-Germain HB   | HBC Nantes               | USAM Nîmes                                          |
| 2021 | Paris Saint-Germain HB   | Montpellier HB           | HBC Nantes                                          |
| 2022 | Paris Saint-Germain HB   | HBC Nantes               | Pays d'Aix UC                                       |
| 2023 | Paris Saint-Germain HB   | Montpellier HB           | HBC Nantes                                          |
| 2024 | Paris Saint-Germain HB   | HBC Nantes               | Montpellier HB                                      |
| 2025 | Paris Saint-Germain HB   | HBC Nantes               | Montpellier HB                                      |

## Lásd még
- Francia női kézilabda-bajnokság (első osztály)